# Ясна Гура (Нижньосілезьке воєводство)
Ясна-Гура (пол. Jasna Góra, нім. Lichtenberg) — село в Польщі, у гміні Богатиня Згожелецького повіту Нижньосілезького воєводства. Населення — 279 осіб (2011).
У 1975-1998 роках село належало до Єленьогурського воєводства.

## Демографія
Демографічна структура станом на 31 березня 2011 року:
|          | Загалом | Допрацездатний вік | Працездатний вік | Постпрацездатний вік |
| -------- | ------- | ------------------ | ---------------- | -------------------- |
| Чоловіки | 155     | 33                 | 111              | 11                   |
| Жінки    | 124     | 27                 | 77               | 20                   |
| Разом    | 279     | 60                 | 188              | 31                   |